# Tuchyňská Lhota
Tuchyňská Lhota je samota, součást obce Vysoký Újezd v okrese Benešov. Nachází se v Benešovské pahorkatině, v katastrálním území Vysoký Újezd, jeden kilometr jihovýchodně od Vysokého Újezdu.
Samota nesla ve třetině 19. století jméno Na Bídě, které se zachovalo v názvu sousedního lesního pozemku. Tuchyňská Lhota leží na úplném jihovýchodním výběžku katastrálního území Vysoký Újezd, na jižním svahu kopce Holý. Je tvořena dvěma usedlostmi čp. 24 a 27 u cesty z Vysokého Újezdu do Lhoty. Urbanisticky navazuje na západní konec zástavby Lhoty.